# هولر

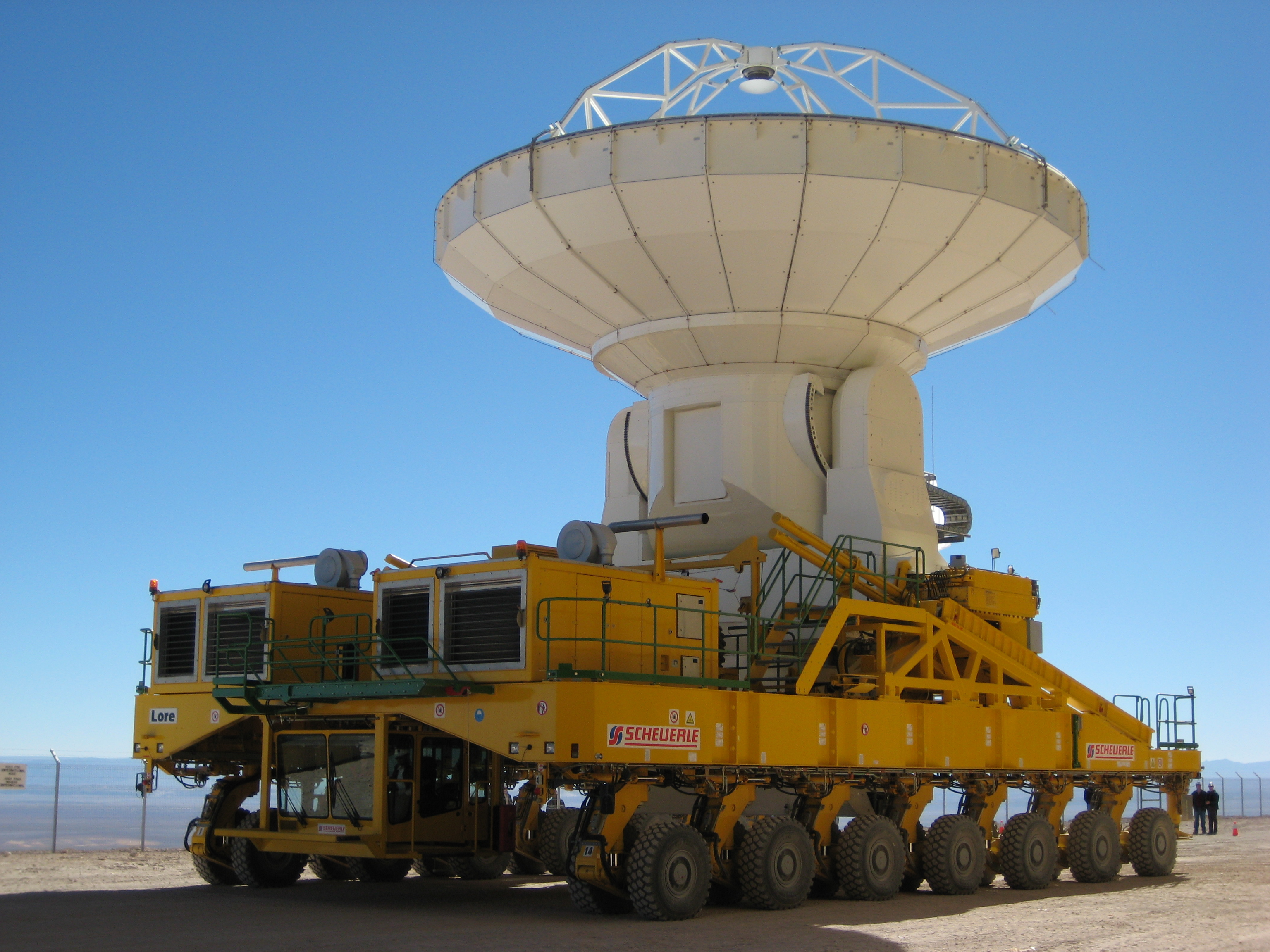
آنتن آلما در حال ترابری توسط یک هولر

هولر یا هولر سنگین (Heavy hauler) یک ماشین بسیار بزرگ (یا دراز) است که ویژۀ ترابری بارهای بسیار سنگین یا خارج از اندازه معمول می باشد و به همین جهت برای حرکت در جاده نیاز به اسکورت و مجوز ویژه دارد.

## کاربردهای هولر
بارهایی که به‌طور معمول توسط هولرها تحت اسکورت در بزرگراه‌ها منتقل می شوند عبارتند از: دیگ‌های بخار یا بویلرهای عظیم‌الجثه و مخازن تحت فشار مورد استفاده در صنایع شیمیایی، ماشین‌آلات کارخانه‌های صنعتی، قطعات پیش ساخته برای پروژه های ساخت‌و‌ساز، ترانسفورماتورهای غول‌پیکر، توربین‌ها و خانه‌ها (عموماً ساخته شده از چوب).
اصطلاح "هولر سنگین" همچنین ممکن است برای اشاره به کامیون های کمپرسی آف رود و نیز تریلی های غول‌پیکر حمل‌کننده سنگ معدن با ظرفیت 400 تن که در معدن کاوی و نیز ساخت و ساز کاربرد دارند مورد استفاده قرار گیرد. ناگفته نماند که در صنعت هوایی، به هواپیماهای باری ویژه ای که مخصوص جابه جایی مواد و وسایل سنگین می باشند نیز هولر گفته می شود.